# Strandfotboll
Strandfotboll, även kallat beach soccer eller beach football, är en bollsport där lagen strävar efter att få in bollen i motståndarnas målbur. Kontakt med händerna är inte tillåten, undantaget målvakten vars uppgift är att skydda målet. Man spelar med en målvakt och fyra utespelare i vardera laget. Matcherna spelas i 3 perioder på 12 minuter vardera (36 minuter totalt, effektiv tid). Det lag som gjort flest mål då matchen är slut har vunnit. En match kan inte sluta oavgjort. Om man inom ordinarie tid har spelat oavgjort spelas en förlängning på 3 minuter. Om resultatet fortfarande är oavgjort, sker en straffsparksläggning. Strandfotbollen organiseras internationellt av Fifa.

## Historia
Sporten grundades i Brasilien, närmare bestämt stranden Leme i Rio de Janeiro. 1992 skrevs de första reglerna av organisationen Beach Soccer Worldwide (BSWW), som organiserar turneringar runt om i världen. Man gjorde reklam för sporten i över 170 länder med hjälp av kända fotbollsspelare, som ledde till att sporten snabbt växte i popularitet under väldigt kort tid. 
1993 spelades den första professionella turneringen i Miami Beach. USA, Brasilien, Argentina och Italien deltog i turneringen som organiserades av BSWW.

## Spelarroller

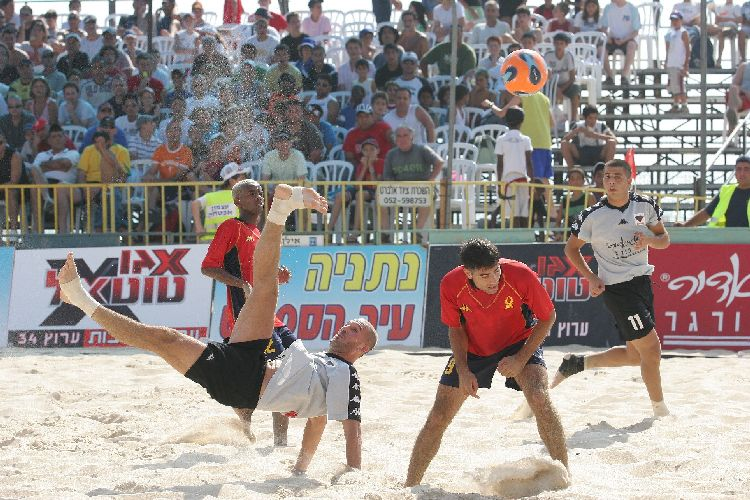
En spelare försöker sig på en cykelspark.

Till skillnad från fotboll har spelarna flera roller beroende på om man har bollen inom laget eller ej. I försvarsposition brukar man spela med 3 backar i pyramidformation (2-1) och en mittfältare (vanliga formationer är 2-1-1, 3-1 eller 2-2). I anfallsposition flyttar en back upp i planen och bildar således en diamantformation (1-2-1).
Målvakten har till uppgift att se till att motståndarna inte gör mål. Målvakten är den enda spelaren som får ta bollen med händerna. Målvakten får ta upp bollen med händerna om en medspelare passat tillbaka bollen. Därefter måste bollen röra en motståndare innan en medspelare återigen kan passa till målvakten som tar bollen med händerna. Brott mot detta kallas dubbel bakåtpass och straffet för förseelsen är en direkt frispark för motståndarna från halva planens mittpunkt.
Backar har till uppgift att hjälpa målvakten under defensivt spel (dvs när motståndarlaget har bollen). Först och främst ska de förhindra att motståndarna lyckas spela sig till målchanser. Vid offensivt spel (dvs när bollen är inom det egna laget) går oftast en back upp i spelplanen och agerar mittfältare. Spelformationerna kan variera beroende på lagets taktik.
Mittfältare/anfallare styr spelet från mitten av planen och kallas för spelfördelare. Dessa byter ofta plats med anfallaren för att lura motståndaren. Anfallaren står längst bort från det egna målet och har som främsta uppgift att undvika markering och lura motståndarna. Då man spelar på en liten yta är det viktigt för motståndarlaget att markera alla spelare som står nära det egna målet. Detta leder till en bättre sikt för backar och mittfältare som kan skjuta på mål utan att någon står i vägen för bollbanan.
Avbytare är en spelare som startar matchen utanför plan. Avbytaren kan bytas in i matchen mot en annan spelare om tränaren vill förändra laguppställningen, till exempel om en spelare på planen blir trött eller skadas. Det finns ingen gräns för hur många byten som får ske under en match.

## Regler

### Planen

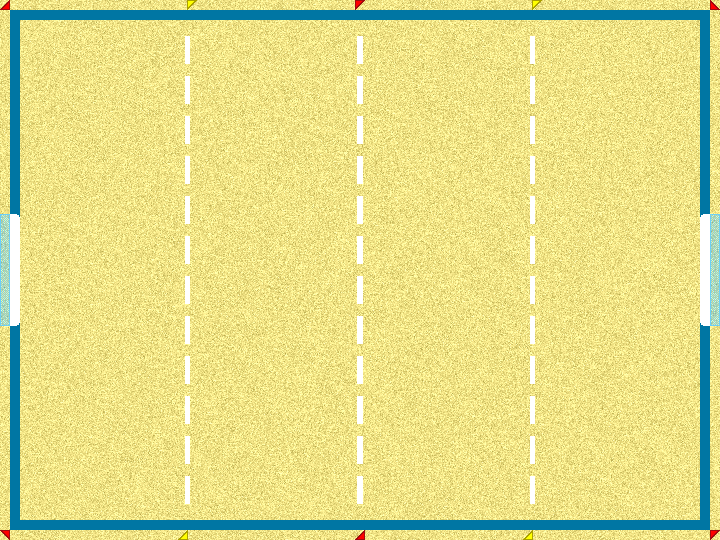
Strandfotbollsplan.

En fotbollsplan är rektangulär och uppdelad i två planhalvor som visas med flaggor vid mittlinjen, den är 26–28 meter bred och 35–37 meter lång, underlaget ska vara sand. På planen finns inga linjer dragna som visar planens områden.

### Regler under match
Om bollen kommer utanför planens sidlinjer döms inkast som man får kasta eller sparka. Vid kortsidorna blir det antingen hörna eller inspark beroende på om det var det anfallande eller försvarande laget som slog ut bollen. Vid inspark får målvakten starta spelet genom att kasta bollen.
Domaren kan stoppa spelet vid regelbrott och ge frispark till det lag som utsatts av regelbrottet. Domaren kan också välja att ge fördel av boll om det berörda laget har kvar bollen inom laget vilket betyder att spelet fortsätter utan avblåsning. Vid allvarligare förseelser kan domaren varna spelaren genom att visa ett gult kort för spelaren. Vid grova regelbrott kan domaren ge rött kort direkt, så kallad grov utvisning.
  Gult kort ges då spelare vinner en fördel genom att spela bollen med händerna, vid vårdslös tackling, filmning, osportsligt uppträdande, medveten fördröjning av spelet, då spelaren vinner en taktisk fördel genom att bryta mot spelreglerna eller vid felaktig utrustning. Om en spelare tilldöms ett gult kort får denna gå av planen och inte medverka i spelet under 2 minuter.
 Rött kort ges då spelare otillåtet hindrar en spelare som har en klar målchans, eller vid våldsam eller obehärskad tackling. Vid rött kort ska spelaren omedelbart gå av spelplanen.

## Utbredning
Mästerskapet för respektive kontinent avgör i kvalspelet till VM i strandfotboll.
| Världsdel   | Federation | Landslagstävlingar                                                | Klubbtävlingar                                 |
| ----------- | ---------- | ----------------------------------------------------------------- | ---------------------------------------------- |
| Världen     | FIFA       | Världsmästerskapet i strandfotboll Mundialito de Futebol de Praia | The Beach Soccer Championships                 |
| Afrika      | CAF        | Afrikanska mästerskapet i strandfotboll                           |                                                |
| Asien       | AFC        | Asiatiska mästerskapet i strandfotboll                            |                                                |
| Europa      | UEFA       | Europamästerskapet i strandfotboll                                | Euro Beach Soccer Cup Euro Beach Soccer League |
| Nordamerika | CONCACAF   | CONCACAF mästerskapet i strandfotboll                             |                                                |
| Oceanien    | OFC        | Oceaniska mästerskapet i strandfotboll                            |                                                |
| Sydamerika  | CONMEBOL   | CONMEBOL mästerskapet i strandfotboll                             |                                                |

## I Sverige
Beach Soccerns historia i Sverige anses ha börjat 1997 då den första turneringen spelades på Böda strand på Öland. Sedan 2010 är det en av Svenska Fotbollförbundets sporter och från 2012 har SM-turnering spelats årligen. Samma spelplats för SM-slutspelet gäller både för damer och herrar. Initialt ändrades spelplatsen för varje år. Men sedan 2015 har finalerna varje år spelats på Långviken i Kalmar.

### Vinnare genom åren
Herrar 
- 2012 Skellefteå FF
- 2013 Glemmingebro IF
- 2014 Norsjö IF
- 2015 Glömminge IF
- 2016 Glömminge IF
- 2017 Glömminge IF
- 2018 Gais Futsal
- 2019 Djurgårdens IF
- 2020 Norsjö IF

Damer 
- 2012 Vetlanda United IF
- 2013 Skellefteå FF
- 2014 Roslagen Beachsoccer Klubb[8]
- 2015 Roslagen Beachsoccer Klubb[8]
- 2016 Vetlanda United IF
- 2017 Beach FF
- 2018 Djurgårdens IF
- 2019 Djurgårdens IF
- 2020 Djurgårdens IF